# Леал, Луиш
Луиш Леал дос Анжос (порт. Luís Leal dos Anjos; 29 мая 1987, Аррентела, Сетубал, Португалия) — футболист, нападающий перуанского клуба «Бентин Такна Хероика» и сборной Сан-Томе и Принсипи.

## Биография

### Клубная карьера
Родился в районе Аррентела, округ Сетубал, Португалия. Заниматься футболом начал там же, но в 1998 году перешёл в академию лиссабонского «Спортинга». Затем был в молодёжном составе «Кова-да-Пиедади», где и начал взрослую карьеру в 2006 году в четвёртом по значимости дивизионе. В сезоне 2008/09 выступал за клуб третьей лиги «Атлетико» (Лиссабон), а сезон 2009/10 в другом клубе лиги «Морейренсе». В 2010 году подписал контракт с клубом Сегунды «Эшторил-Прая», где также провёл один сезон. Летом следующего года перешёл в клуб высшей лиги Португалии «Униан Лейрия», однако по итогам сезона команда заняла последнее место в лиге, после чего Леал вернулся в «Эшторил», который в свою очередь вышел в высшую лигу.
По ходу сезона 2013/14 подписал контракт с командой из чемпионата Саудовской Аравии «Аль-Ахли» (Джидда), где за полгода провёл 9 матчей и забил 7 голов. Затем отправился ОАЭ, где стал игроком клуба «Аль-Иттихад» (Кальба). В середине сезона был отдан в аренду на полгода в турецкий «Газиантепспор», где сыграл 11 матчей. Летом 2015 года подписал контракт с кипрским клубом АПОЭЛ, однако в составе киприотов успел сыграть лишь один матч, в котором отметился дублем, и вскоре на правах аренды вернулся в Португалию, где провёл полгода с клубом «Белененсеш».
В январе 2016 года Леал стал игроком парагвайского клуба «Серро Портеньо», в составе которого провёл 23 матча и забил 14 голов в чемпионате Парагвая. Летом того же года он был взят в аренду аравийским клубом «Аль-Фатех». После окончания аренды перешёл в мексиканский «Чьяпас». 4 августа 2017 года подписал контракт с аргентинским клубом «Ньюэллс Олд Бойз».

### Карьера в сборной
Дебютировал за сборную Сан-Томе и Принсипи 16 июня 2012 года в ответном матче первого отборочного раунда Кубка африканских наций 2013 против сборной Сьерра-Леоне (4:2). По сумме двух матчей сборная Сан-Томе уступила со счётом 4:5 и завершила борьбу за выход на Кубок.
Следующий матч за сборную провёл только в 2015 году. Всего в составе национальной сборной провёл 17 матчей и забил 6 голов